# بحر مالوكا

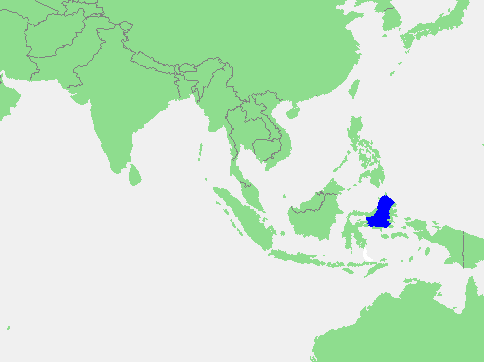
موقع بحر مالوكا في جنوب شرق آسيا

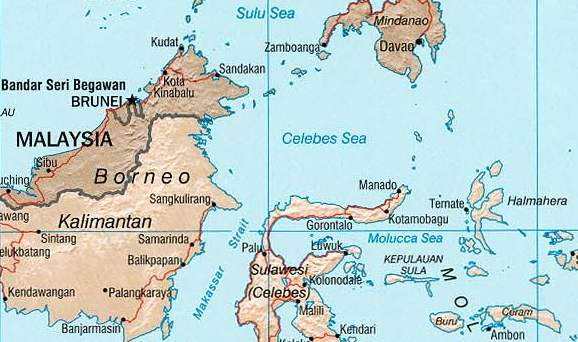

يقع بحر مالوكا، (بالإندونيسية:  Laut Maluku)‏، غرب المحيط الهادئ، ضمن حدود دولة إندونيسيا. وهي منطقة غنية بالمرجان، ويوجد بها العديد من مناطق الغوص.

## الموقع
يقع بحر مالوكا على حدود بحر باندا من ناحية الجنوب وبحر سيليبس من ناحية الشمال.
وتتضمن الجزر المحيطة ببحر مالوكا: هالماهيرا من الشمال الشرقي، وبورو وسيرام في المنتصف، وسولاويسي من الغرب. وتعتبر جزر تالود التي تقع في الشمال الحد العام للبحر، وذلك بالرغم من أن صفائح بحر مالوكا، وهي الصفائح التكتونية التي سميت باسم البحر، تمتد للشمال بما يتجاوزها.
تعرّف المنظمة الهيدروغرافية العالمية (IHO) «بحر مالوكا» بأنه  [ك‍] أحد المصادر المائية في أرخبيل الهند الشرقية. تعرف المنظمة الهيدروغرافية الدولية (IHO) حدوده كما يلي:

من الشمال. بمحاذاة خط يبدأ من أقصى الشمال الشرقي لبحر سليبيس [سولاويسي] ويمر عبر جزر سياو وعبر النقطة الجنوبية لـ سانجي () ومن ثمّ عبر أقصى جنوب مجموعة جزر تالود، ثم يمر عبر هذه الجزر إلى أقصى شمالها الشرقي () ومن ثمّ يمر خط آخر عبر تانجونج سوبي، وهي النقطة الشمالية من جزيرة موروتاي.
من الشرق. بمحاذاة الساحل الغربي لجزيرة موروتاي بدايةً من تانجونج سوبي التي تقع أقصى الجنوب مثل واجابويلا ()، ثم يمتد خط من النقطة الجنوبية لـ هالماهيرا وعبر الساحل الغربي حتى تانجونج ليبولا، وحتى أقصى جنوبها.
من الجنوب. بامتداد خط يبدأ من أقصى جنوب هالماهيرا إلى نقطة الشمال لجزيرة بيسا (سيتايل)، ومن ثمّ إلى أقصى شمال أوبي العظمى، ثم يمر عبر هذه الجزيرة إلى تانجونج آكي لامو، والنقطة الجنوبية الغربية لها، ثم عبر تانجونج ديهيكولانو، وأقصى شرقي سويلا [سولا]، وعبر سواحلها الشمالية في تانجولونج ماريكاسوي في أقصى الغرب، ثم يمتد خط عبر النقطة الجنوبية الشرقية لـ جزيرة بانجاي ().
من الغرب. سواحل بنجاي الشرقية وجزر بيلينج وإلى بانجكالان ()، وخط آخر يمتد إلى تي جي (Tg). بوتوك (سيليبس) () حول ساحل تي جي. باسير باندجانج () وعبر تي جي. تومبالياتوي، (123درجة21'E) في الساحل المقابل، ثم عبر ساحل تي جي. بويسان، في أقصى شمال شرق بحر سيليبس.

## معلومات تاريخية
كان بحر مالوكا منطقة نشطة لتجارة التوابل، وكان يحكمه أربع سَلْطنات.

## الزلازل
هذا البحر عبارة عن منطقة زلازل نشطة، وذلك بسبب صفائح بحر مالوكا.